# Ozophora laticephala
Ozophora laticephala är en insektsart som beskrevs av Slater och O'donnell 1979. Ozophora laticephala ingår i släktet Ozophora och familjen Rhyparochromidae. Inga underarter finns listade i Catalogue of Life.